# Karl von Fuchs
Karl Friedrich von Fuchs (* 6. September 1791 in Magdeburg; † 5. Januar 1874 ebenda) war ein preußischer Generalleutnant.

## Leben

### Herkunft
Die Familie von Fuchs stammt aus Monzingen an der Nahe. Sie erhielt am 20. November 1716 durch den Großvater des Generals dem Etats- und Kriegsminister Johann Heinrich von Fuchs den preußischen Adel. Karl war ein Sohn des preußischen Kapitäns im Infanterieregiment „von Kleist“ Karl Friedrich von Fuchs (1750–1802) und dessen Ehefrau Philippine Sophie Elisabeth, geborene Wanney. Sein Bruder Ferdinand Karl Philipp (1788–1843) wurde preußischer Oberförster, seine Schwester Wilhelmine Luise Karoline (* 1789) war mit dem spanischen Gesandten Marques d'Olcicho verheiratet.

### Militärkarriere
Fuchs besuchte das Berliner Kadettenhaus und wurde am 19. Oktober 1806 als Unteroffizier im 1. Ostpreußischen Reserve-Bataillon angestellt. Er nahm 1806/07 am Vierten Koalitionskrieg teil, wurde Mitte Juni 1808 mit dem Charakter als Sekondeleutnant inaktiv gestellt und schloss sich im Jahr darauf den Freischärlern um Ferdinand von Schill an.
Am 26. März 1810 wurde Fuchs mit Patent vom 23. Januar 1808 Sekondeleutnant und am 1. September 1811 dem Colbergschen Infanterie-Regiment aggregiert. Daran schloss sich am 6. Juni 1812 seine Versetzung in das 1. Pommerische Infanterie-Regiment und am 12. Dezember 1812 die Aggregation im 3. Ostpreußische Infanterie-Regiment an.
Während der Befreiungskriege nahm Fuchs an den Belagerungen von Wittenberg, Gorkum und Soissons teil. Er wurde in den Schlachten bei Großgörschen und Dennewitz verwundet, kämpfte bei Leipzig und Laon. In der Schlacht bei Ligny wurde Fuchs erneut verwundet und mit dem Eisernen Kreuz II. Klasse ausgezeichnet. Ferner wurde er in den Gefechten bei Halle und Luckau verwundet, kämpfte bei Hoyerswerda und wurde bei Gosselies mit dem Orden der Heiligen Anna III. Klasse ausgezeichnet.
Am 18. April 1815 kam Fuchs als Premierleutnant in das 24. Infanterie-Regiment und stieg bis Mitte November 1817 zum Kapitän und Kompaniechef auf. Am 5. Juni 1833 wurde er Major und als Kommandeur des II. Bataillons in das 3. Landwehr-Infanterie-Regiment versetzt. Daran schloss sich ab Mitte August 1837 eine Verwendung im 33. Infanterie-Regiment sowie die Beförderung zum Oberstleutnant am 22. März 1843 an. Unter Beförderung zum Oberst beauftragte man ihn am 31. März 1846 zunächst mit der Führung des 3. Infanterie-Regiments und ernannte Fuchs am 5. Oktober 1846 zum Regimentskommandeur. Am 4. Dezember 1849 kam er als Kommandeur der 1. Infanterie-Brigade nach Königsberg. In dieser Eigenschaft wurde ihm im Januar 1851 der Rote Adlerorden III. Klasse mit Schleife verliehen. Am 19. September 1851 erhielt Fuchs das Kommando über die ebenfalls in Königsberg stationierte 1. Landwehr-Brigade. Nach seiner Beförderung zum Generalmajor wurde er am 2. Dezember 1851 Kommandeur der 10. Infanterie-Brigade in Posen. Durch Umbenennung wurde aus diesem Großverband die 19. Infanterie-Brigade mit Garnison in Frankfurt (Oder), die Fuchs bis zum 7. Mai 1855 kommandiert. Anschließend erhielt er als Generalleutnant seinen Abschied mit Pension. Er starb am 5. Januar 1874 in Magdeburg.

### Familie
Fuchs heiratete am 6. Juli 1817 Gottliebe Henriette Thusnelda von Prittwitz von Gaffron (1799–1873). Das Paar hatte mehrere Kinder:
- Maria
- Karl Ferdinand Moritz (1820–1846), Sekondeleutnant[2] ⚭ 1844 Luise Charlotte Caroline Johanne Buchka (1820–1907)[3], Schwester von Hermann von Buchka
- Friedrich Wilhelm Paul
- Ida Hermine Theodora ⚭ Carl Georg Amelung (1795–1851)[4], Spiegelfabrikant
- Wolfgang
- Moritz Bernhard (1827–1897), Generalmajor a. D.
- Emma (1828–1903) ⚭ 1850 Heinrich von Olszewski (1823–1918), Generalleutnant a. D.
- Viktor (1830–1909), Postdirektor ⚭ Ida Bacher (1842–1926)
- Rosalie (1840–1914)[5] ⚭ 1866 Hugo Dihm (1841–1899), Major a. D.